# Tyran à queue givrée
Myiarchus apicalis
Ne doit pas être confondu avec Tyran givré.
Espèce
Statut de conservation UICN

 LC  : Préoccupation mineure
Le Tyran à queue givrée (Myiarchus apicalis), aussi appelé Tyran de Bogota, est une espèce de passereau de la famille des Tyrannidae,.

## Distribution
Cet oiseau vit dans les fruticées arides de la Colombie (ouest des Andes orientales),,.